# Setaria leucopila
Setaria leucopila es una especie de pasto perenne que es nativa de las llanuras del sur de los Estados Unidos.

## Descripción
Alcanza un tamaño de 10 a 99 cm de altura. Aunque buen forraje para el ganado, solo se utiliza en la vida silvestre. Se reproduce por semillas y tallos.

## Taxonomía
Setaria leucopila fue descrita por (Scribn. & Merr.) K. Schum. y publicado en Just's botanischer Jahresbericht. 28(1): 417. 1902.
Etimología
Setaria: nombre genérico que deriva del latín seta (cerda), aludiendo a las inflorescencias erizadas. 
leucopila: epíteto latino que significa "con pelos blancos"
Sinónimos
- Chaetochloa leucopila Scribn. & Merril
- Setaria commutata Hack.[2][3]